# James Cooper (homme politique américain)
Pour les articles homonymes, voir James Cooper.
James Cooper (8 mai 1810-28 mars 1863) est un avocat, soldat et homme politique américain de la Pennsylvanie. Il siège au Congrès des États-Unis et à Chambre des représentants de Pennsylvanie.

## Biographie
Passant la majeure partie de sa vie à Gettysburg en Pennsylvanie, il entre à la Chambre des représentants de Pennsylvanie et devient 1843 jusqu'en 1844, ainsi qu'en 1846 et 1848. Durant cette période, il sert un an comme président de la chambre.
Ensuite il représente la Pennsylvanie à la Chambre des représentants de 1839 à 1843 et au Sénat des États-Unis de 1849 à 1855.
Lorsque débute la Guerre de Sécession, il crée une brigade de volontaires dans le Maryland et devient brigadier général des volontaires en mai 1861. Servant dans la brigade de la division de Franz Sigel durant la campagne de la vallée de Shenandoah, il est finalement envoyé dans un poste de commandant au Camp Chase (en), près de Columbus en Ohio, en raison de sa santé fragile.
Cooper est enterré au cimetière Mount Olivet, près de son lieu de naissance à Frederick.